# Cristià IX
Cristià IX de Dinamarca (Gottorp, 8 d'abril de 1818 - Copenhaguen, 1906) fou el primer rei de Dinamarca de la branca dels Glücksburg de la casa reial dels Oldenburg. Fou rei de Dinamarca des de 1863 i fins a la seva mort l'any 1906.

## Família
Cristià nasqué al castell familiar de Gottorp a l'actual land alemany de Slesvig-Holstein. Pertanyia a una branca menor de la família reial dels Oldenburg, que regnava a Dinamarca des de l'Alta Edat Mitjana. Els Schleswig-Holstein-Sondenburg-Glücksburg regnaven sota un petit ducat feudatari de Dinamarca al sud del país. Cristià era fill del duc Frederic Guillem d'Schleswig-Holstein-Sondenburg-Glücksburg i de la princesa Lluïsa Carolina de Hessen-Kassel. Era rebesnet del rei Frederic V de Dinamarca.
Cristià es casà amb la princesa Lluïsa de Hessen-Kassel l'any 1842. Lluïsa era filla del príncep Guillem de Hessen-Kassel i de la princesa Carlota de Dinamarca. La parella tingué sis fills:

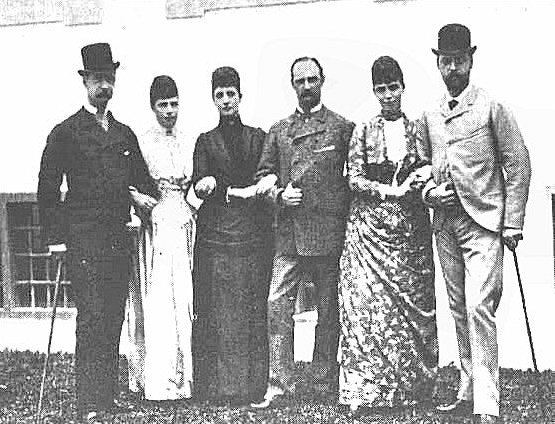
Els fills de Cristià: Jordi I de Grècia, la tsarina de Rússia, la reina Alexandra del Regne Unit, el rei Frederic VIII de Dinamarca, la duquessa Thyra de Hannover i el príncep Valdemar.

- SM el rei Frederic VIII de Dinamarca nat el 1843 a Copenhaguen i mort a Hamburg el 1912. Es casà amb la princesa Lluïsa de Suècia.
- SM la reina consort Alexandra de Dinamarca nascuda a Copenhaguen el 1845 i morta a Londres el 1925. Es casà amb el rei Eduard VII del Regne Unit.
- SAR la princesa Dagmar de Dinamarca nascuda el 1847 a Copenhaguen i morta a la mateixa ciutat el 1928. Es casà amb el tsar Alexandre III de Rússia.
- SM el rei Jordi I de Grècia nascut el 1848 a Copenhaguen i assassinat a Salònica el 1913. Es casà amb la gran duquessa Olga de Rússia.
- SAR la princesa Thyra de Dinamarca nascuda a Copenhaguen el 1853 i morta el 1932 a Grünau (Àustria). Es casà amb el príncep Ernest August de Hannover.[1]
- SAR el príncep Valdemar nat el 1858 a Copenhaguen i mort el 1939. Es casà amb la princesa Maria d'Orleans.

Els casaments que els seus sis fills realitzaren i que convertiren a Cristià en avi del rei Cristià X de Dinamarca, del rei Haakon VII de Noruega, del rei Jordi V del Regne Unit, del tsar Nicolau II de Rússia, del rei Constantí I de Grècia i del duc Ernest August de Hannover, feren de Copenhaguen un dels centres més brillants de les monarquies europees. A més a més, Cristià es guanyà l'apel·latiu d'avi d'Europa en contraposició del d'àvia que pertanyia a la reina Victòria I del Regne Unit.

## Successió al tron de Dinamarca
La successió del rei Frederic VII de Dinamarca no era qüestió senzilla degut a la multitud de branques llunyanes a les quals es podia acudir per heretar el tron danès. Dinamarca es trobava sota la llei sàlica que regia sobre els descendents del rei Frederic III. L'aplicació de la llei era extremadament complicada, ja que s'havien de tenir en compte diverses prerrogatives i disposicions reials. La qüestió es resolgué creant una nova llei que establiria un nou mecanisme d'elecció.
A més, els problemes per designar hereu es complicaven per la situació que travessaven els ducats feudataris de Holstein i de Schleswig, que es trobaven dins la Confederació Germànica. La disputa se centrà entre els partidaris de Cristià i els de Frederic de Schleswig-Holstein-Sonderburg-Augustenburg. Aquest darrer, però, havia esdevingut el símbol del nacionalisme germànic en la qüestió dels ducats. A més, per tal d'heretar els ducats, pel Protocol de Londres de 1852, el seu pare havia renunciat als drets sobre el tron danès.
En canvi, Cristià recollí importants drets dinàstics per ocupar el tron danès a través de la seva muller, la princesa Lluïsa, i de la seva mare, totes dues princeses de Hessen-Kassel descendents directes de diversos reis danesos. A més d'aquests drets, s'hi uniren el fet de ser un príncep pertanyent a la casa dels Oldenburg i de no ser pròxim al nacionalisme germànic. Cristià fou adoptat pel rei Frederic VII de Dinamarca com el seu successor l'any 1852.

## Vida política
El seu regnat se centra principalment en quatre fets.
El primer és la derrota de Dinamarca en la Segona Guerra dels Ducats ocorreguda l'any 1864 i per la qual Àustria ocupà el Ducat de Holstein i Prússia el de Schleswig i que fou el prolegomen de la guerra austro-prussiana de 1866. La derrota marcà profundament els primers anys de regnat de Cristià atorgant-li una creixent impopularitat.
El segon fet és el suport que prestà a la creació de governs profundament conservadors, fins i tot qualificats de semi dictatorials. El suport al govern del primer ministre Estrup (1874 - 1892) fou crucial per augmentar també la seva impopularitat.
El tercer fet fou la concessió d'una constitució a l'illa d'Islàndia, que fins llavors havia estat una possessió únicament danesa. Aquesta constitució permetia la creació d'un ens polític autònom a l'illa.
El quart fet fou l'inici de la construcció de l'estat del benestar danès durant el seu regnat de. S'instauraren les pensions de jubilació l'any 1891, i l'any 1893 les d'atur i família, cosa que permeté millorar profundament la situació econòmica de la classe obrera danesa.